# Aaron Hicks
Aaron Michael Hicks (né le 2 octobre 1989 à San Pedro, Californie, États-Unis) est un voltigeur des Orioles de Baltimore de la Ligue majeure de baseball.

## Carrière

### Twins du Minnesota

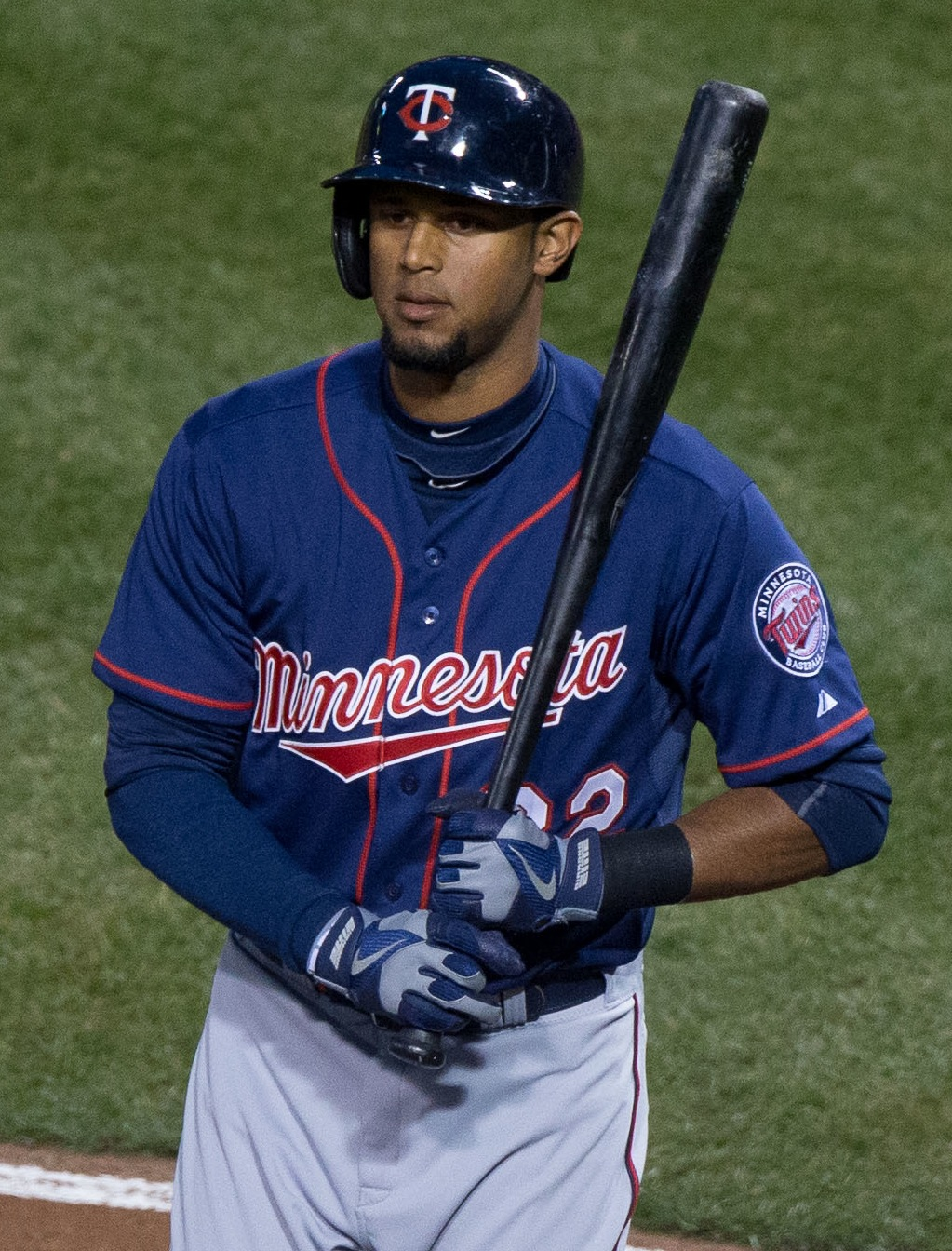
Aaron Hicks en 2013 avec Minnesota.

Aaron Hicks est un choix de première ronde des Twins du Minnesota et 14e athlète sélectionné au total en 2008. Baseball America le classe quatre fois dans son top 100 des meilleures joueurs d'avenir et aussi haut que la 19e position à l'orée de la saison 2010.
Hicks fait ses débuts dans le baseball majeur avec les Twins le 1er avril 2013. Le 4 avril, il réussit son premier coup sûr dans les grandes ligues, qui lui permet de récolter deux points produits, aux dépens du lanceur Brayan Villarreal des Tigers de Détroit. Son premier circuit est réussi le 4 mai 2013 contre le lanceur Scott Kazmir des Indians de Cleveland.
De 2013 à 2015, Hicks dispute 247 matchs des Twins et frappe pour ,225 de moyenne au bâton avec 20 circuits et 78 points produits.

### Yankees de New York
Le 11 novembre 2015, les Twins échangent Hicks aux Yankees de New York contre le receveur John Ryan Murphy.